# NGC 2420
NGC 2420 é um aglomerado aberto na direção da constelação de Gemini. O objeto foi descoberto pelo astrônomo William Herschel em 1783, usando um telescópio refletor com abertura de 18,6 polegadas. Devido a sua moderada magnitude aparente (+8,3), é visível apenas com telescópios amadores ou com equipamentos superiores. 